# Чусовський міст
Чусовський міст — автомобільно-пішохідний міст через річку Чусову (Камське водосховище), розташований у місті Пермі і Добрянському районі Пермського краю. Ширина мосту — 12 м. Довжина — 1598 м. Є частиною шосе Східний обхід, автошляху Перм-Березники.

## Розташування та введення в експлуатацію
Міст розташований безпосередньо перед впаданням річки Чусова до річки Ками в самому кінці Камського водосховища. Початок будівництва мосту — 1988 рік. У 1996 році споруду введено в експлуатацію в складі автомобільної дороги Перм-Березники, що дозволило найкоротшим шляхом з'єднати з обласним центром міста Верхньокам'я. Раніше замість даного мосту функціонувала поромна переправа.

## Сьогодення
Сьогодні двосмуговий міст вже не справляється з потоком автомобілів, влітку у вихідні дні перед ним утворюються транспортні затори. З'являються повідомлення про будівництво нового мосту з тією ж назвою на тому ж місці.
У березні 2019 року проект будівництва нового мосту через річку Чусову отримав позитивний висновок державної експертизи. Зведення нової переправи було виділено в окрему частину об'єкту концесійної угоди з метою прискорення проходження процедури. Два інших етапи — це реконструкція існуючого Чусовського мосту і будівництво пункту стягнення плати.
Новий міст планують побудувати в рамках концесійної угоди з ТОВ «Пермська концесійна компанія». Генеральним підрядником об'єкту виступає АТ «Стройтрансгаз».